# Michael Farrugia
Michael Farrugia est un homme politique maltais.
Il est plusieurs fois ministre de 2017 à 2022.

## Biographie
Alors médecin généraliste, Michael Farrugia entre en politique en se présentant à des élections locales en 1987.
Lors du premier remaniement du gouvernement Muscat I, il est nommé ministre de la Famille et de la Solidarité sociale. Il occupe ce poste jusqu’à la fin du gouvernement, puis rejoint le gouvernement Muscat II en juin 2017 en tant que ministre de l’Intérieur et de la Sécurité nationale.
Il devient ministre de l'Énergie et des Eaux le 15 janvier 2020, à la faveur de la formation du premier gouvernement de Robert Abela.